# コリン (化合物)
コリン（corrin）は、複素環式化合物の一つ。置換誘導体の基となる大員環化合物で、ビタミンB12で見られる。物質名はビタミンB12（コバラミン）の核であることが反映されている。